# ADATS
ADATS (angleško Air Defense Anti-Tank System; slovensko: Zračnoobrambni protioklepni sistem) je dvonamenski izstrelek zemlja-zrak kratkega dosega in hkrati tudi protioklepni izstrelek. Sistem je lahko mobilen (nameščen na oklepnik M113A2) ali pa statičen (nameščen v sklopu obrambne inštalacije). Proizvaja ga švicarsko podjetje Oerlikon-Contraves, ki je del konglomerata Rheinmetall Defence Group iz Nemčije.
Raketo tega sistema je možno reprogramirati in tako prilagoditi za boj proti letalom/helikopterjem (protiletalsko/protihelikoptersko bojevanje) ali oklepnim vozilom (protioklepno bojevanje).